# レヴェナント: 蘇えりし者
『レヴェナント: 蘇えりし者』（レヴェナント:よみがえりしもの、原題：The Revenant）は、2015年のアメリカ合衆国のアクションドラマ映画である。原作はマイケル・パンクの小説『蘇った亡霊：ある復讐の物語』で、アメリカの西部開拓時代を生きた実在の罠猟師ヒュー・グラスの半生と、彼が体験した過酷なサバイバルの旅を描いている。

## 概要
『バードマン あるいは（無知がもたらす予期せぬ奇跡）』でアカデミー賞を受賞したアレハンドロ・ゴンザレス・イニャリトゥが監督を務める。レオナルド・ディカプリオが主演を務め、トム・ハーディと『インセプション』以来5年振りの共演をした。イニャリトゥ、ディカプリオとも、本作品でそれぞれアカデミー賞を獲得した。イニャリトゥは2度目のアカデミー監督賞、ディカプリオは5度目のノミネートにして初のアカデミー主演男優賞。
リチャード・C・サラフィアン監督作品の『荒野に生きる』とモデルが同じでもある。

## あらすじ
1823年、アメリカ北西部の極寒地帯。米国の毛皮ハンターの一団は先住民の襲撃を受け、筏のような船で川を下って撤収した。地元民のヒュー・グラスは、先住民だった妻の忘れ形見である息子ホークを連れてガイドとして同行していた。下流の先住民を避けて、船を捨て山越えルートで進む最中、グラスは見回り中に子連れの熊に襲われ重傷を負った。隊長のアンドリュー・ヘンリーは瀕死のグラスを残して出発することを決断し、彼の最期を看取り埋葬する者として、ホークとジョン・フィッツジェラルド、若いジム・ブリッジャーが残ることになった。危険な任務を嫌い、他の2人が居ない隙にグラスを殺そうとするフィッツジェラルド。ところがホークに見つかり銃を向けられて、返り討ちに殺してしまう。一部始終を見ていたが動けないグラスは奇跡的に一命をとりとめ、折れた足を引きずり這いながらフィッツジェラルドを追い始めた。
重傷の身で数々の苦難を乗り越え、息子を殺したフィッツジェラルドを殺すという一念で、毛皮ハンター達の基地であるカイオワ砦に辿り着くグラス。だが、直前にグラスの生存を知ったフィッツジェラルドは、隊長の金庫から金を奪い、逃走した後だった。直ちに後を追うグラス。追跡の末の死闘を経て、グラスは息子の仇を討ち果たした。

## キャスト
※括弧内は日本語吹替
- ヒュー・グラス - レオナルド・ディカプリオ（加瀬康之）
- ジョン・フィッツジェラルド - トム・ハーディ（桐本拓哉）
- アンドリュー・ヘンリー（英語版） - ドーナル・グリーソン（鶴岡聡）
- ジム・ブリッジャー - ウィル・ポールター（西健亮）
- ホーク - フォレスト・グッドラック（英語版）（木村良平）
- アンダーソン - ポール・アンダーソン
- マーフィー - クリストッフェル・ヨーネル（英語版）
- スタビー・ビル - ジョシュア・バーグ
- エルク・ドッグ - ドウェイン・ハワード（英語版）
- ポワカ - メラウ・ナケコ（英語版）
- トゥーサン - ファブリス・アッデ
- ヒクク - アーサー・レッドクラウド（英語版）
- ブーン - クリストファー・ロザモンド
- デイヴ・ストマック・ウーンド - ロバート・モロニー（英語版）
- ジョーンズ - ルーカス・ハース
- フライマン - ブレンダン・フレッチャー
- ウェストン - タイソン・ウッド
- ベケット - マッカレブ・バーネット
- ヒュー・グラスの妻 - グレイス・ドーヴ（英語版）
- ジョニー - ブラッド・カーター（英語版）（クレジットなし）

## スタッフ
- 監督 = アレハンドロ・ゴンサレス・イニャリトゥ
- 脚本 = マーク・L・スミス（英語版）、アレハンドロ・ゴンサレス・イニャリトゥ
- 製作 = アーノン・ミルチャン、スティーヴ・ゴリン、アレハンドロ・ゴンサレス・イニャリトゥ、メアリー・ペアレント、デイヴィッド・カンター、ジェームズ・W・スコッチドーポル（英語版）、キース・レドモン（英語版）
- 製作総指揮 = ブレット・ラトナー、ジェームズ・パッカー、ジェニファー・デヴィソン・キローラン、ポール・グリーン、マーカス・バーメットラー、フィリップ・リー
ジェイク・マイヤーズ
ジェームズ・パッカー
- 音楽 = 坂本龍一、アルヴァ・ノト
- 撮影 = エマニュエル・ルベツキ
- 編集 = スティーヴン・ミリオン

## 製作
キャスト、スタッフが明らかにしているところによれば、自然光での撮影、それも特にマジックアワーと呼ばれる1日1時間半程度の黄昏時の撮影にこだわり、撮影セットは東向きの「朝用」と西向きの「夕方用」の2種類が用意された。また、劇中に登場する砦のセットは「全方位どこを写しても自然に見える」ことを目指して制作された。時系列に沿って「順撮り」で撮影していたため、当初撮影したカナダでは、予想以上の暖冬であったこともあり、撮影中に雪が早々に溶けてしまった。そこで、季節が反対の南米の高地に移動して撮影が続行され、ロケ期間は9ヶ月に及んだ。撮影は極地で行われ、凍った川に入ったり、実際に生肉を食い、動物の死体の中で眠る等、過酷なものであった。
音楽を担当した坂本龍一は、監督からオファーが来た時、癌の闘病のため仕事を休んでいた時期だった。しかし、坂本がイニャリトゥ監督のファンであり、これまでの監督の作品も好きだったため、「イニャリトゥのオファーでは断れない」と、この仕事を引き受けた。その様子は映画「Ryuichi Sakamoto: CODA」の中で自ら語っている。

## 封切り
- アメリカ合衆国

2015年12月25日(プレミア公開)
2016年1月8日(一般公開)
- 日本

2016年4月22日(一般公開)

## 関連商品
DVD / Blu-ray
レヴェナント: 蘇えりし者（2016年8月24日、20世紀フォックス・ホーム・エンターテイメント・ジャパン）
- DVD + Blu-ray版と4K ULTRA HD Blu-ray + Blu-ray版がリリース。特典映像としてメイキングが収録。

サウンドトラック
オリジナル・サウンドトラック『The Revanant』（坂本龍一、アルヴァ・ノト、ブライス・デスナー）（2016年2月24日、commmons）

## 受賞
| 年   | 映画賞                                 | 賞                                                   | 対象                                                     | 結果       |
| ---- | -------------------------------------- | ---------------------------------------------------- | -------------------------------------------------------- | ---------- |
| 2015 | 第36回ボストン映画批評家協会賞         | 主演男優賞                                           | レオナルド・ディカプリオ                                 | 受賞       |
| 2015 | 第19回オンライン映画批評家協会賞       | 主演男優賞                                           | レオナルド・ディカプリオ                                 | ノミネート |
| 2015 | 第19回オンライン映画批評家協会賞       | 撮影賞                                               | エマニュエル・ルベツキ                                   | ノミネート |
| 2015 | 第19回オンライン映画批評家協会賞       | 編集賞                                               |                                                          | ノミネート |
| 2015 | 第19回トロント映画批評家協会賞         | 主演男優賞                                           | レオナルド・ディカプリオ                                 | 次点       |
| 2016 | 第73回ゴールデングローブ賞             | 映画作品賞 ドラマ部門                                |                                                          | 受賞       |
| 2016 | 第73回ゴールデングローブ賞             | 映画作品賞 ドラマ部門 主演男優賞                     | レオナルド・ディカプリオ                                 | 受賞       |
| 2016 | 第73回ゴールデングローブ賞             | 監督賞                                               | アレハンドロ・ゴンサレス・イニャリトゥ                   | 受賞       |
| 2016 | 第73回ゴールデングローブ賞             | 作曲賞                                               | 坂本龍一 アルヴァ・ノト                                  | ノミネート |
| 2016 | 第21回クリティクス・チョイス・アワード | 主演男優賞                                           | レオナルド・ディカプリオ                                 | 受賞       |
| 2016 | 第21回クリティクス・チョイス・アワード | 作品賞                                               |                                                          | ノミネート |
| 2016 | 第21回クリティクス・チョイス・アワード | 監督賞                                               | アレハンドロ・ゴンサレス・イニャリトゥ                   | ノミネート |
| 2016 | 第21回クリティクス・チョイス・アワード | 助演男優賞                                           | トム・ハーディ                                           | ノミネート |
| 2016 | 第36回ロンドン映画批評家協会賞         | 英国／アイルランド男優賞                             | トム・ハーディ                                           | 受賞       |
| 2016 | 第27回アメリカ製作者組合賞             | 映画部門作品賞                                       |                                                          | ノミネート |
| 2016 | 第66回アメリカ映画編集者協会 エディ賞  | ドラマ映画部門                                       |                                                          | ノミネート |
| 2016 | 第22回全米映画俳優組合賞               | 主演男優賞                                           | レオナルド・ディカプリオ                                 | 受賞       |
| 2016 | 第68回全米監督組合賞                   | 長編映画部門                                         | アレハンドロ・ゴンサレス・イニャリトゥ                   | 受賞       |
| 2016 | 第43回アニー賞                         | キャラクターアニメーション賞 （実写作品）            |                                                          | 受賞       |
| 2016 | 第69回英国アカデミー賞                 | 作品賞                                               |                                                          | 受賞       |
| 2016 | 第69回英国アカデミー賞                 | 監督賞                                               | アレハンドロ・ゴンサレス・イニャリトゥ                   | 受賞       |
| 2016 | 第69回英国アカデミー賞                 | 主演男優賞                                           | レオナルド・ディカプリオ                                 | 受賞       |
| 2016 | 第69回英国アカデミー賞                 | 撮影賞                                               |                                                          | 受賞       |
| 2016 | 第69回英国アカデミー賞                 | 音響賞                                               |                                                          | 受賞       |
| 2016 | 第30回全米撮影監督協会賞               | 映画部門                                             | アレハンドロ・ゴンサレス・イニャリトゥ                   | 受賞       |
| 2016 | 第20回サテライト賞                     | 主演男優賞                                           | レオナルド・ディカプリオ                                 | 受賞       |
| 2016 | 第20回サテライト賞                     | 作品賞                                               |                                                          | ノミネート |
| 2016 | 第20回サテライト賞                     | 監督賞                                               | アレハンドロ・ゴンサレス・イニャリトゥ                   | ノミネート |
| 2016 | 第20回サテライト賞                     | 脚色賞                                               | アレハンドロ・ゴンサレス・イニャリトゥ マーク・L・スミス | ノミネート |
| 2016 | 第52回アメリカ映画音響協会賞           | 実写映画部門                                         |                                                          | 受賞       |
| 2016 | 第88回アカデミー賞                     | 監督賞                                               | アレハンドロ・ゴンサレス・イニャリトゥ                   | 受賞       |
| 2016 | 第88回アカデミー賞                     | 主演男優賞                                           | レオナルド・ディカプリオ                                 | 受賞       |
| 2016 | 第88回アカデミー賞                     | 撮影賞                                               | エマニュエル・ルベツキ                                   | 受賞       |
| 2016 | 第88回アカデミー賞                     | 作品賞                                               |                                                          | ノミネート |
| 2016 | 第88回アカデミー賞                     | 衣装デザイン賞                                       | ジャクリーン・ウェスト                                   | ノミネート |
| 2016 | 第88回アカデミー賞                     | 編集賞                                               | スティーヴン・ミリオン                                   | ノミネート |
| 2016 | 第88回アカデミー賞                     | メイクアップ&ヘアスタイリング賞                      |                                                          | ノミネート |
| 2016 | 第88回アカデミー賞                     | 美術賞                                               |                                                          | ノミネート |
| 2016 | 第88回アカデミー賞                     | 音響編集賞                                           |                                                          | ノミネート |
| 2016 | 第88回アカデミー賞                     | 視覚効果賞                                           |                                                          | ノミネート |
| 2016 | 第63回ゴールデン・リール賞             | 映画（英語）音響効果部門                             |                                                          | 受賞       |
| 2016 | エンパイア賞 2016                      | 作品賞                                               |                                                          | 受賞       |
| 2016 | MTVムービー・アワード 2016             | 最優秀男優賞                                         | レオナルド・ディカプリオ                                 | 受賞       |
| 2016 | MTVムービー・アワード 2016             | 最優秀ファイト賞                                     | ヒュー・グラス vs 熊                                     | ノミネート |
| 2016 | MTVムービー・アワード 2016             | 最優秀TRUE STORY賞                                   |                                                          | ノミネート |
| 2017 | 第59回グラミー賞                       | 最優秀スコア・サウンドトラック・アルバム（映像作品） |                                                          | ノミネート |
| 2017 | 第40回日本アカデミー賞                 | 最優秀外国作品賞                                     |                                                          | ノミネート |